# Vincent Price

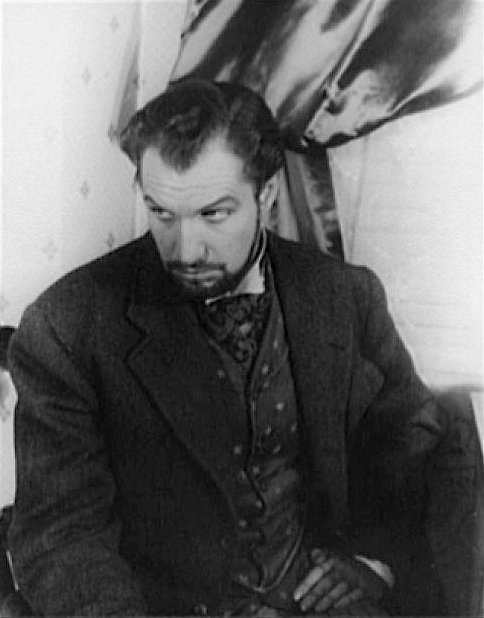
Vincent Price als Mr. Manningham in der Broadway-Inszenierung von „Angel Street“, 1942

Vincent Leonard Price Jr. (* 27. Mai 1911 in St. Louis, Missouri; † 25. Oktober 1993 in Los Angeles, Kalifornien) war ein US-amerikanischer Schauspieler und Autor. Er machte sich insbesondere als Darsteller in Horrorfilmen einen Namen.

## Leben

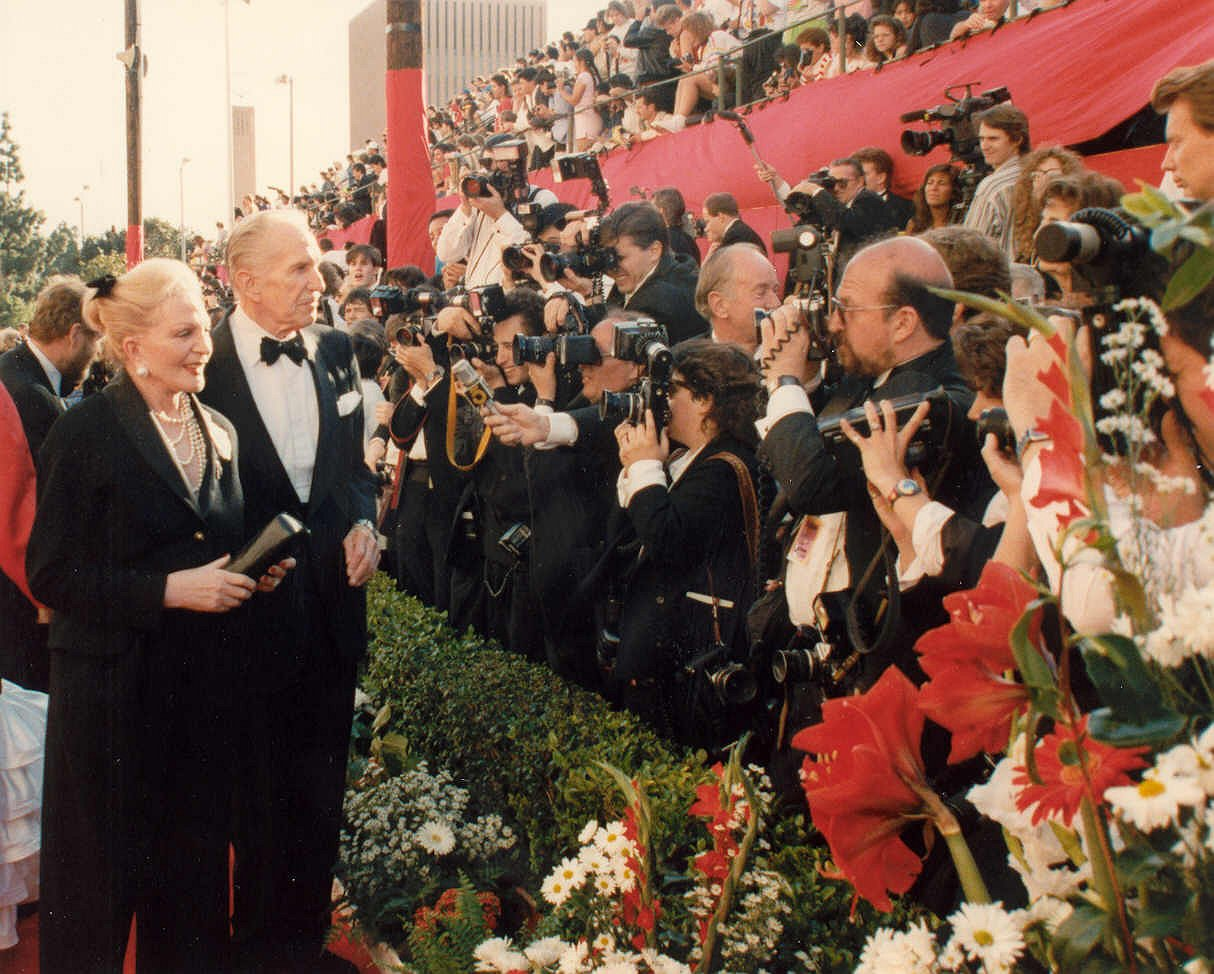
Vincent Price mit seiner Frau Coral Browne bei der Oscarverleihung 1989

Vincent Price war das jüngste von vier Kindern. Sein Vater Vincent Leonard Price Sr. war der Präsident der National Candy Company, einer Süßwarenfabrik in St. Louis. Die Familie war zu Wohlstand gekommen, nachdem sein Großvater Vincent Clarence Price Dr. Price’s Baking Powder erfunden hatte, das amerikanische Cream of Tartar oder auch Weinsteinbackpulver (Kaliumbitartrat). Nach seiner Schulzeit an der St. Louis Country Day School begann er 1929 mit einem Studium der Anglistik und Kunstgeschichte an der Yale University, wo er 1933 auch seinen Abschluss machte. In der Folge arbeitete er dann trotz seiner guten Referenzen aufgrund der schwierigen Arbeitsmarktlage während der amerikanischen Wirtschaftskrise zunächst ein Jahr als Lehrer an der Riverdale Country School in New York, bevor der 1,93 Meter große Vincent Price seine eigenen Studien in Europa fortsetzte. Neben seinem Aufenthalt am Courtauld Institute of Art der University of London lebte er ein Jahr in Frankfurt und Nürnberg, um an einer Doktorarbeit über Albrecht Dürer zu schreiben. Abseits seines akademischen Interesses übte jedoch das Theater eine wachsende Anziehung auf ihn aus. Bereits 1934 machte er erste Bühnenerfahrungen am Londoner „The Gate Theatre Studio“ mit den Stücken „Chicago“ und „Victoria Regina“. Mit dem letztgenannten Stück von Laurence Housman wechselte Price dann über den Atlantik, um in derselben Rolle als Prinz Albert Victor mit anderem Ensemble und weiblicher Hauptrolle Königin Victoria gespielt von Helen Hayes am 26. Dezember 1935 im Broadhurst Theatre am Broadway zu debütieren. Während für das erfolgreiche Stück nach zwei Jahren Aufführung in New York auch Gastspiele in anderen Städten geplant waren, blieb Vincent Price dort, um sich der Gruppe des Mercury Theatre von Orson Welles anzuschließen. Dort lernte er seine erste Ehefrau kennen, die Schauspielerin Edith Barrett, die er 1938 heiratete.
Im selben Jahr unterschrieb Price einen Vertrag mit Universal Pictures, was den Beginn seiner Filmkarriere markiert. An der Seite der Schauspielerin Constance Bennett spielte er seine erste Filmrolle in der Screwball-Komödie „Service de Luxe“. Nach vier weiteren Filmen mit Universal Pictures, in denen Price mit der Eindimensionalität der angebotenen Rollen eher unzufrieden war, wechselte er 1940 für einen Vertrag über sieben Jahre zu 20th Century Fox.
Neben seiner Bühnen- und Filmpräsenz war er auch für seine markante Stimme bekannt, die nicht nur als Erzähler in Michael Jacksons Thriller zu hören ist, sondern auch in Radioproduktionen (BBC, NBC). Vincent Price spielte in den 1960er Jahren den Bösewicht Egghead in der Fernsehserie Batman. Außerdem schrieb er einige Koch- und Rezeptbücher. Er war ein bekannter Kunstsammler, betrieb eine eigene Galerie und betätigte sich als Kunstsachverständiger. 1974 heiratete er nach zwei gescheiterten Ehen, aus denen zwei Kinder entstammen, erneut. Für seine dritte Frau Coral Browne konvertierte er 1987 zum Katholizismus. Vincent Price, der auch an Parkinson erkrankt war, starb am 25. Oktober 1993 im Alter von 82 Jahren an Lungenkrebs. Sein Leichnam wurde verbrannt und die Asche vor der kalifornischen Küste verstreut. Wie seine Tochter Victoria berichtete, spielten die Seehunde bei der Beisetzung lange mit dem ebenfalls in den Pazifik geworfenen Strohhut des Schauspielers, was selbst dieser Trauerfeier eine fröhliche Note gegeben habe.
Vincent Price war mit dem Golfspieler Simeon Price verwandt.

### Ehen und Kinder
- 1938–1948 (Scheidung): Edith Barrett (1907–1977) – Sohn: Vincent Barrett Price (* 30. August 1940)
- 1949–1973 (Scheidung): Mary Grant (1917–2002) – Tochter: Mary Victoria Price (* 27. April 1962)
- 1974–1991 (Tod der Ehefrau): Coral Browne (1913–1991)

## Filme
erste Auftritte
1938 spielte Vincent Price seine erste Filmrolle als junger Erfinder Robert Wade in der Komödie Service de Luxe. In Tower of London (Der Henker von London) verkörperte er an der Seite von Basil Rathbone und Boris Karloff in einer Nebenrolle den Duke of Clarence, der in einem Rotweinfass ertränkt wird.
die 1940er Jahre
1940 lieh Vincent Price seine Stimme dem Unsichtbaren in dem Film The Invisible Man Returns (Der Unsichtbare kehrt zurück). Sein Gesicht ist nur kurz am Ende des Films zu sehen, ansonsten ist er entweder unsichtbar oder bandagiert. Einen Gastauftritt in der Rolle des Unsichtbaren spielte bzw. sprach Price noch einmal im Jahr 1948 in der Horrorkomödie Abbott and Costello Meet Frankenstein (Abbott und Costello treffen Frankenstein).
Bis zum Jahre 1953 drehte Vincent Price keine Horrorfilme mehr. Er spielte vorwiegend Nebenrollen, unter anderem als Staatsanwalt Dutour in The Song of Bernadette (Das Lied von Bernadette) an der Seite von Jennifer Jones, als Bischof in Schlüssel zum Himmelreich (The Keys of the Kingdom) an der Seite von Gregory Peck und als Kardinal Richelieu in The Three Musketeers (Die drei Musketiere) an der Seite von Lana Turner und Gene Kelly.
Zwei seiner besten Rollen aus den 1940er-Jahren waren der Playboy Shelby Carpenter in dem Film-noir-Klassiker Laura (Laura) und der arrogante Lehnsherr Nicolas van Ryn in dem düsteren Melodram Weißer Oleander. In Hauptrollen war Price zu dieser Zeit u. a. in dem Kriminalfilm Shock und in Samuel Fullers Abenteuerfilm The Baron of Arizona (Der Baron von Arizona) zu sehen.
die 1950er Jahre
1951 trat Vincent Price als eingebildeter, aber sympathischer Filmstar Mark Cardigan an der Seite von Robert Mitchum und Jane Russell in dem kriminalistischen Abenteuerfilm His Kind of Woman (Ein Satansweib) auf. Der Film und insbesondere die Figur, die Vincent Price verkörperte, waren ein Lieblingsprojekt von Multimillionär und Produzent Howard Hughes, der zu dieser Zeit Chef der RKO-Studios war. Die Dreharbeiten zu dem Film zogen sich deswegen über ein Jahr hin, weil Hughes immer wieder neue Szenen für Price’ Charakter einbauen ließ, der ursprünglich eher eine Nebenrolle gewesen war.
1953 wurde Vincent Price selbst zum Star, und zwar durch die Rolle des Henry Jarrod (in der deutschen Version Henry Bondi) in dem Horrorfilm House of Wax (Das Kabinett des Professor Bondi), einer Neuverfilmung in 3D des Horrorfilms The Mystery of the Wax Museum (Das Geheimnis des Wachsfigurenkabinetts) mit Lionel Atwill in der Hauptrolle. House of Wax wurde ein Riesenerfolg und erlebte bis in die 1980er Jahre hinein regelmäßige Wiederaufführungen in den Kinos. Ein Jahr später drehte Vincent Price The Mad Magician (Der wahnsinnige Zauberkünstler), in der er den Don Gallico verkörperte, einen Erfinder von Zaubertricks, der einen Zauberer mit Hilfe einer riesigen Kreissäge ermordet, die Leiche beseitigt und die Identität des Ermordeten annimmt.

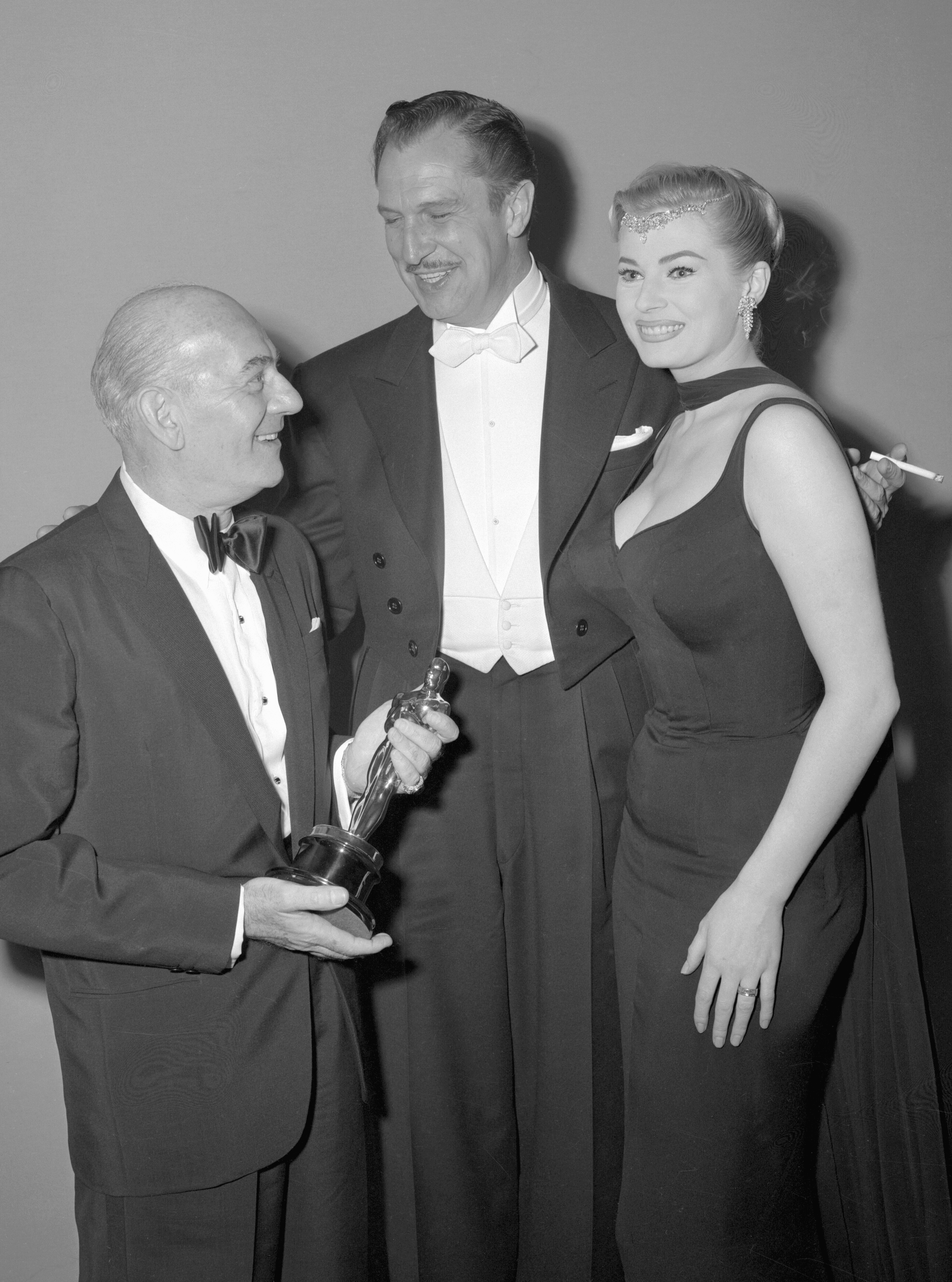
Morris Stoloff, Vincent Price und Anita Ekberg, 1958

Vincent Price übernahm eine Nebenrolle als Baumeister Baka in Cecil B. DeMilles Bibelverfilmung The Ten Commandments (Die zehn Gebote), in der er neben vielen anderen Filmstars wie Charlton Heston, Yul Brynner und Edward G. Robinson zu sehen war, ehe er seinen nächsten Horrorfilm drehte. In The Fly (Die Fliege) spielte er Francois Delambre, den Bruder des Erfinders André Delambre. André Delambre hat einen Apparat konstruiert, mit dem er Gegenstände und Lebewesen von einem Ort zum anderen transportiert. Nach einem Selbstversuch hat der Erfinder plötzlich den Kopf und den Arm einer Fliege. Obwohl Vincent Price weder das Opfer noch einen Bösewicht in dem Film verkörpert hatte, wird er bis heute immer noch mit dem Film The Fly in Verbindung gebracht. 1985 entstand eine modernisierte Neuverfilmung des Stoffes mit Jeff Goldblum in der Rolle des Erfinders Seth Brundle, dessen Gene mit denen einer Fliege vermischt werden, woraufhin er sich allmählich in ein solches Insekt verwandelt. Price selbst hielt zwar Goldblums Darstellung für durchaus gelungen, lehnte die Schleim- und Bluteffekte des Finales aber als überzogen und unglaubwürdig ab.
1957 übernahm Price die Rolle des Teufels in Irwin Allens Film The Story of Mankind. Dort war er, in einem Tribunal, welches über das Schicksal der Menschheit entscheiden sollte, der Gegenspieler eines Engels.
Anschließend spielte Vincent Price 1958 in House on Haunted Hill (Das Haus auf dem Geisterhügel) den exzentrischen Millionär Frederick Loren, der eine Party in einem Spukhaus veranstaltet, während seine verhasste Ehefrau versucht, ihn zu ermorden. Im Jahre 1999 entstand eine Neuverfilmung mit dem Titel House on Haunted Hill (Haunted Hill) mit Geoffrey Rush in der Hauptrolle. Die Figur des Frederick Loren wurde zu Ehren von Vincent Price in Stephen Price umbenannt.
die 1960er Jahre
In den 1960er Jahren drehte Vincent Price sieben Filme nach Werken von Edgar Allan Poe, bei denen der B-Film-König Roger Corman Regie führte. In diesen Filmen entwickelte er den Charakter des dekadent-wahnsinnigen Exzentrikers, mit dem er zu einem Kultstar des Horrorgenres wurde. In House of Usher (Die Verfluchten) spielte er den sensiblen Roderick Usher, den letzten Spross der alten, zum Untergang verdammten Familie Usher. In Pit and the Pendulum (Das Pendel des Todes) verkörperte er Don Nicholas Medina, der von seiner Ehefrau und seinem Hausarzt in den Wahnsinn getrieben wird. Tales of Terror (Der grauenvolle Mr. X) war ein Episodenfilm; die drei Episoden basieren auf Poes Kurzgeschichten Die schwarze Katze, Morella und Der Fall Valdemar. In der Episode, die auf Der Fall Valdemar basiert, trat auch Basil Rathbone auf, in der Episode, die auf Die schwarze Katze basiert, Peter Lorre.
In The Raven (Der Rabe – Duell der Zauberer) verkörperte Vincent Price an der Seite von Boris Karloff, Peter Lorre und Jack Nicholson den Zauberer Doktor Erasmus Craven, der sich mit dem Zauberer Doktor Scarabus duelliert, der seine Ehefrau gefangen hält. In The Haunted Palace (Die Folterkammer des Hexenjägers) verkörperte er den Hexenmeister Joseph Curwen, der vom Körper seines Nachfahren Charles Dexter Ward Besitz ergreift. The Haunted Palace basiert eigentlich auf der Erzählung Der Fall Charles Dexter Ward des amerikanischen Autors H. P. Lovecraft, bediente sich aber des Titels eines Gedichts von Edgar Allan Poe. In Masque of the Red Death (Satanas – Das Schloß der blutigen Bestie) spielte er Prinz Prospero, einen dekadenten Adeligen aus dem Italien des 11. Jahrhunderts. In The Tomb of Ligeia (Das Grab der Lygeia) verkörperte Vincent Price den Engländer Verdon Fell, der von seiner toten Ehefrau Ligeia verfolgt wird. In einem weiteren Film nach einer Erzählung von Poe von Roger Corman, Premature Burial (Lebendig begraben) übernahm 1961 – aus vertraglichen Gründen – nicht Vincent Price, sondern Ray Milland die Hauptrolle.
Zwischen den Poe-Verfilmungen übernahm Vincent Price unter anderem die Rolle des Robur in Master of the World (Robur, der Herr der sieben Kontinente), einer Verfilmung der Romane Robur der Eroberer und Der Herr der Welt von Jules Verne. Neben Vincent Price wirkte auch Charles Bronson mit. 1962 trat Vincent Price als Richard III. in einem Film mit dem Titel Tower of London (Der Massenmörder von London) auf; die Rolle Richards III. spielte in der Version aus dem Jahre 1939 Basil Rathbone. Außerdem drehte er mit Boris Karloff, Peter Lorre und Basil Rathbone The Comedy of Terrors (Ruhe Sanft GmbH), eine pechschwarze Komödie, die von den Betreibern eines Bestattungsunternehmens handelt. 1963 spielte er die Rolle des letzten Überlebenden einer Epidemie in Ich bin Legende, der ersten Verfilmung von Richard Mathesons Science-Fiction-Roman Ich bin Legende, unter Regisseur Sidney Salkow. 1966 spielte er in der Batman-Fernsehserie den Bösewicht Egghead, der vor allem an seiner hohen Stirn und seinem Wortspielen mit den Wörtern „Ei“ und „Egg“ zu erkennen war.
Ende der 1960er Jahre drehte Vincent Price drei Horrorfilme. In Witchfinder General (Der Hexenjäger) spielte er den erbarmungslosen Hexenjäger Matthew Hopkins. In Cry of the Banshee (Der Todesschrei der Hexen) spielte er den von einer Hexe verfluchten Lord Edward Whitman. In The Oblong Box (Im Todesgriff der roten Maske) spielte er Julian Markham, der der Rache seines verunstalteten Bruders zum Opfer fällt. Neben Vincent Price wirkte bei The Oblong Box auch Christopher Lee mit. Außerdem spielte Vincent Price Nebenrollen in dem Western More Dead than Alive (Killer Cain) und in der Komödie The Trouble with Girls (Immer Ärger mit den Mädchen), in der er als Mister Morality an der Seite von Elvis Presley auftrat.
die 1970er Jahre
Seine letzten großen Erfolge im Kino feierte Vincent Price Anfang der 1970er Jahre mit den Horrorfilmen The Abominable Dr. Phibes (Das Schreckenskabinett des Dr. Phibes) sowie dessen Fortsetzung Dr. Phibes Rises Again (Die Rückkehr des Dr. Phibes) und Theatre of Blood (Theater des Grauens), in denen es um Rache und grausame, fantasievolle Morde geht. In The Abominable Dr. Phibes spielte Vincent Price den Theologen Dr. Anton Phibes, dessen Ehefrau durch den Fehler eines Ärzteteams auf dem Operationstisch starb. Hierfür rächt sich Dr. Phibes, indem er die Ärzte ermordet; die Todesarten basieren auf den zehn biblischen Plagen. Einer der Ärzte wurde von Joseph Cotten gespielt.
In Theatre of Blood wirkten mehr Stars als in The Abominable Dr. Phibes mit, unter anderem Diana Rigg und Robert Morley. Vincent Price spielte den Schauspieler Edward Lionheart, der ausschließlich in Stücken von William Shakespeare auftrat. Als die Vereinigung der Theaterkritiker ihren Kritikerpreis einem anderen Schauspieler verleiht, begeht er vor den Augen der Kritikervereinigung scheinbar Selbstmord. Später ermordet er die Kritiker; die Todesarten entnimmt er den Werken William Shakespeares. Eines der Mordopfer spielte auch seine spätere dritte Ehefrau, Coral Browne.
Mitte der 1970er Jahre wandte sich Price wieder mehr dem Theater zu; unter anderem feierte er Erfolge als Oscar Wilde in dem Ein-Personen-Stück Diversions and Delights.
die 1980er Jahre

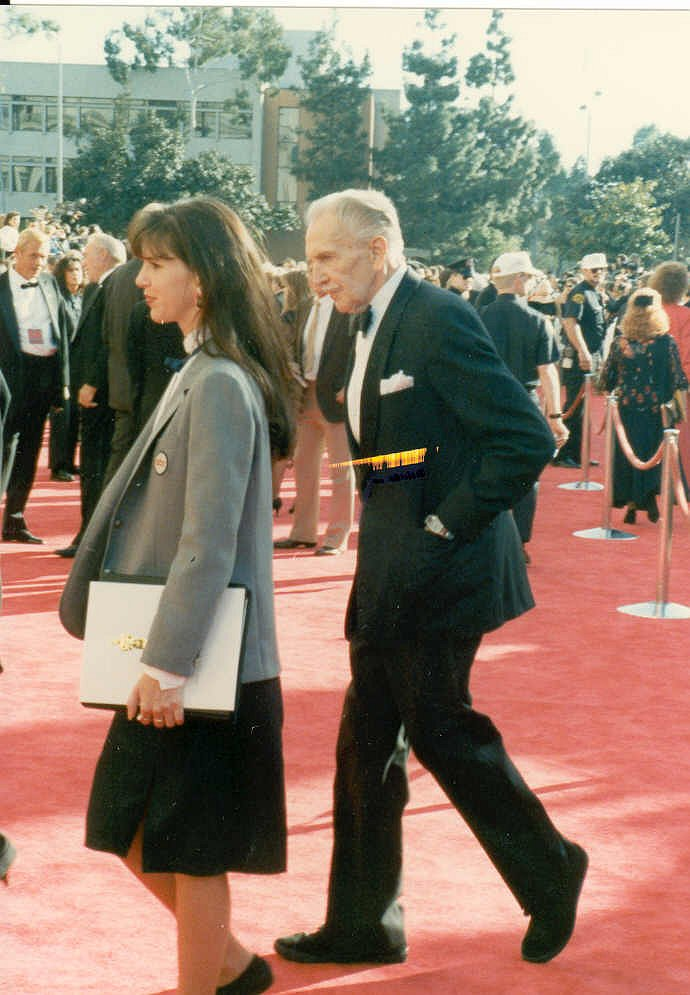
Vincent Price bei der Oscarverleihung 1989

1982 übernahm Price die Rolle des Erzählers in Tim Burtons Animations-Kurzfilm Vincent, der von einem kleinen Jungen (in autobiografischer Weise Tim Burton selbst!) handelt, der ein großer Fan von Vincent Price ist. Im gleichen Jahr war er in Pete Walkers Gruselthriller House of the Long Shadows (Das Haus der langen Schatten) zu sehen, in dem er ein letztes Mal Gelegenheit bekam, mit den anderen Genre-Ikonen Christopher Lee, Peter Cushing und John Carradine vor der Kamera zu stehen. 1982 sprach er die Rezitation im Song Thriller von Michael Jackson.
1986 synchronisierte er im Zeichentrickfilm Basil, der große Mäusedetektiv, den bösen Professor Rattenzahn, was ihm Gelegenheit bot, auch sein Gesangstalent einzubringen. Eine weitere große Rolle hatte er 1987 in dem romantischen Melodram The Whales of August (Wale im August) von Lindsay Anderson an der Seite von Bette Davis und Lillian Gish.
letzte Werke
Seine vorletzte Rolle spielte Vincent Price 1990 an der Seite von Johnny Depp in Edward Scissorhands (Edward mit den Scherenhänden) unter der Regie von Tim Burton. Der Erfinder, den er in diesem Film spielt, stirbt im Laufe des Films. Zum letzten Mal stand Price in einem interaktiven Film namens The Heart of Justice (Im Herzen der Rache) seines alten Freundes Dennis Hopper vor der Kamera.

## Musik
- Vincent Price spricht das Intro von Werewolf, einem Instrumentalstück der amerikanischen Sixties-Surfrock-Band The Frantics.[2]
- Im Jahr 1975 war Price als Sprecher in Alice Coopers Song The Black Widow auf der LP Welcome to my Nightmare zu hören.
- 1982 kam es zu einer ungewöhnlichen Performance in Form eines Sprechgesangs auf dem Album Thriller von Michael Jackson.
- Ebenfalls 1982 sollte Price das Intro des Liedes The Number of the Beast als Titelsong des gleichnamigen Albums für die englische Heavy-Metal-Band Iron Maiden beisteuern. Price forderte allerdings 25.000 Pfund für diese Sprechrolle,[3] weshalb die einleitenden Worte aus der Offenbarung des Johannes stattdessen von Barry Clayton eingesprochen wurden.
- Als Sänger war Price in seiner Ausgabe der Muppet Show (erste Staffel), in Basil, der große Mäusedetektiv (u. a. das Lied Goodbye So Soon) und in der TV-Verfilmung der Operette Ruddigore (Gilbert & Sullivan) zu erleben. In der Muppet Show sang er gemeinsam mit den Monstern der Show den Song You’ve Got a Friend.
- 1992 nahm Price den Text für die Disneyland-Attraktion Phantom Manor auf, welcher allerdings schon bald wegen Verständnisproblemen des eher französischsprachigen Publikums durch einen französischen Text ersetzt wurde.
- Kool G Rap erwähnt Price 1988 in einem Vers seines legendären Posse-Tracks The Symphony.
- ZZ Top schrieben einen Song über Vincent Price auf dem 1996er Album Rhythmeen.
- In vielen Texten des Musikers Wednesday 13 wird Price besungen, zum Beispiel in dem Lied The Ghost of Vincent Price der Band Wednesday 13.
- Die amerikanische Horrorpunkband Misfits ehrt Vincent Price mit ihrem Lied Return of the Fly.
- Die britische Horror-Garage-Rock-Band Zombina and the Skeletones veröffentlichten den Song Vincent Price auf ihrem Album Out of the Crypt and into Your Heart.
- Die US-amerikanische Crossover-Band Body Count wird 2004 durch einen neuen Bassisten mit dem Künstlernamen „Vincent Price“ ergänzt.
- Im April 2013 veröffentlichte die englische Hardrockband Deep Purple auf ihrem Album Now What?! einen Titel mit dem Namen Vincent Price – offenbar als Hommage an den großen Mimen heißt es dort im Refrain: „It feels so good to be afraid – Vincent Price is back again“. Der Titel wurde im Juni als Single ausgekoppelt. Das dazugehörige Video ist nach Art eines Horrorfilms inszeniert. Price war zu Lebzeiten ein Freund der Gruppe gewesen und hatte 1975 einen Auftritt als Erzähler in der Live-Aufführung des Konzeptalbums des Deep-Purple-Bassisten Roger Glover The Butterfly Ball and the Grasshopper’s Feast.
- Die britische Punkband The Bollock Brothers erwähnt mehrfach Filme mit Vincent Price und ihn selbst in ihrem Song Horror Movies.

## Schriften (Auswahl)

### Autobiografisches
- I Like What I Know. A Visual Autobiography. Doubleday & Co., New York 1959.
- Vincent Price, His Movies, His Plays, His Life. Garden City 1978, ISBN 0-385-11594-6.

### Roman
- The Book of Joe. About a Dog and His Man. Garden City 1961.

### Bücher über Kunst
- Vincent Price Collects Drawings. Catalogue of the Exhibition Held September, 1957. Oakland 1957.
- The Drawings of Delacroix. Los Angeles 1961.
- The Vincent Price Treasury of American Art. Country Beautiful Corporation, Waukesha 1972, ISBN 0-87294-031-4.

### Kochbücher
- zusammen mit Mary Grant Price, Darlene Geis: A Treasury of Great Recipes. Famous Specialties of the World’s Foremost Restaurants Adapted for the American Kitchen. Ampersand Press 1965.
- zusammen mit Mary Grant Price, Helen Duprey Bullock, Charles M. Wysocki: Mary and Vincent Price Present a National Treasury of Cookery. New York 1967.
- zusammen mit Mary Grant Price, Helen Duprey Bullock, Charles M. Wysocki, Nicholas Amorosi: Mary and Vincent Price’s Come Into the Kitchen Cook Book. A Collector’s Treasury of America’s Great Recipes. New York 1969, ISBN 0-87396-020-3.

## Filmografie (Auswahl)
- 1938: Service de Luxe
- 1939: Günstling einer Königin (The Private Lives of Elizabeth and Essex)
- 1939: Der Henker von London (Tower of London)
- 1939: Die grüne Hölle (Green Hell)
- 1940: Der Unsichtbare kehrt zurück (The Invisible Man Returns)
- 1940: The House of the Seven Gables
- 1940: Treck nach Utah (Brigham Young)
- 1941: Trapper des hohen Nordens (Hudson's Bay)
- 1943: Das Lied von Bernadette (The Song of Bernadette)
- 1944: The Eve of St. Mark
- 1944: Laura (Laura)
- 1944: Wilson
- 1944: Schlüssel zum Himmelreich (The Keys of the Kingdom)
- 1945: Todsünde (Leave Her to Heaven)
- 1946: Shock
- 1946: Weißer Oleander (Dragonwyck)
- 1947: Das Netz (The Web)
- 1947: Die lange Nacht (The Long Night)
- 1948: Der Mann ohne Gesicht (Rogues’ Regiment)
- 1948: Die drei Musketiere (The Three Musketeers)
- 1949: Geheimaktion Carlotta (The Bribe)
- 1949: Die schwarzen Teufel von Bagdad (Bagdad)
- 1950: Champagne for Caesar
- 1950: Der Baron von Arizona (The Baron of Arizona)
- 1950: Ärger in Cactus Creek (Curtain Call at Cactus Creek)
- 1951: Ein Satansweib (His Kind of Woman)
- 1951: Die Taverne von New Orleans (Adventures of Captain Fabian)
- 1952: Die Spielhölle von Las Vegas (The Las Vegas Story)
- 1953: Das Kabinett des Professor Bondi (House of Wax)
- 1954: Blut im Schnee (Dangerous Mission)
- 1954: Der wahnsinnige Zauberkünstler (The Mad Magician)
- 1955: Sindbads Sohn (Son of Sinbad)
- 1956: Serenade (Serenade)
- 1956: Die Bestie (While the City Sleeps)
- 1956: Die zehn Gebote (The Ten Commandments)
- 1957: The Story of Mankind
- 1958: Die Fliege (The Fly)
- 1959: Das Haus auf dem Geisterhügel (House on Haunted Hill)
- 1959: Die Welt der Sensationen (The Big Circus)
- 1959: Die Rückkehr der Fliege (Return of the Fly)
- 1959: Schrei, wenn der Tingler kommt (The Tingler)
- 1959: Das Biest (The Bat)
- 1960: Die Verfluchten (House of Usher)
- 1961: Nofretete – Königin vom Nil (Nefertite, regina del Nilo)
- 1961: Robur, der Herr der sieben Kontinente (Master of the World)
- 1961: Das Pendel des Todes (The Pit and the Pendulum)
- 1961: Der schwarze Seeteufel (Gordon, il pirata nero)
- 1962: Der grauenvolle Mr. X (Tales of Terror)
- 1962: Confessions of an Opium Eater
- 1962: Der Massenmörder von London (Tower of London)
- 1963: Der Rabe – Duell der Zauberer (The Raven)
- 1963: Tagebuch eines Mörders (Diary of a Madman)
- 1963: Das Gift des Bösen (Twice-Told Tales)
- 1963: Die Folterkammer des Hexenjägers (The Haunted Palace)
- 1963: Chagall (Dokumentar-Kurzfilm; Sprecher)
- 1964: Ruhe Sanft GmbH (The Comedy of Terrors)
- 1964: The Last Man on Earth
- 1964: Satanas – Das Schloß der blutigen Bestie (The Masque of the Red Death)
- 1964: Das Grab der Lygeia (The Tomb of Ligeia)
- 1965: Stadt im Meer (City Under the Sea)
- 1965: Dr. Goldfoot und seine Bikini-Maschine (Dr. Goldfoot and the Bikini Machine)
- 1966–1967: Batman (Batman) (Fernsehserie)
- 1967: The Jackals
- 1967: Das Haus der tausend Freuden
- 1968: Der Hexenjäger (Witchfinder General)
- 1969: Killer Cain (More Dead Than Alive)
- 1969: Im Todesgriff der roten Maske (The Oblong Box)
- 1969: Daniel Boone (Die Große Schlange S5F15)
- 1970: Die lebenden Leichen des Dr. Mabuse (Scream and Scream Again)
- 1970: Der Todesschrei der Hexen (Cry of the Banshee)
- 1971: Das Schreckenskabinett des Dr. Phibes (The Abominable Dr. Phibes)
- 1972: Die Rückkehr des Dr. Phibes (Dr. Phibes Rises Again)
- 1973: Theater des Grauens (Theatre of Blood)
- 1973: Columbo: Ein Hauch von Mord (Lovely but Lethal)
- 1973: Das Schreckenshaus des Dr. Death (Madhouse)
- 1975: Reise in die Angst (Journey Into Fear)
- 1977: Die Muppet Show (Episode 1.15)
- 1979: Scavenger Hunt
- 1980: Monster Club (The Monster Club)
- 1982: Vincent (Kurzfilm; Sprecher)
- 1982: Trapper John M.D. (Episode 4.07 – Ein hoher Preis)
- 1983: Das Haus der langen Schatten (House of the Long Shadows)
- 1984: Bloodbath at the House of Death
- 1986: Basil, der große Mäusedetektiv (The Great Mouse Detective) (Stimme)
- 1987: Die Nacht der Schreie (The Offspring)
- 1987: Wale im August (The Whales of August)
- 1988: Dead Heat
- 1990: Catchfire (Backtrack)
- 1990: Edward mit den Scherenhänden (Edward Scissorhands)
- 1993: Im Herzen der Rache (The Heart of Justice) (Fernsehfilm)

## Deutsche Synchronstimmen
Vincent Price wurde in Deutschland u. a. von Friedrich Schoenfelder, Curt Ackermann, Siegfried Schürenberg, Jürgen Thormann und Wolfgang Lukschy synchronisiert.